# リュウキュウガキ

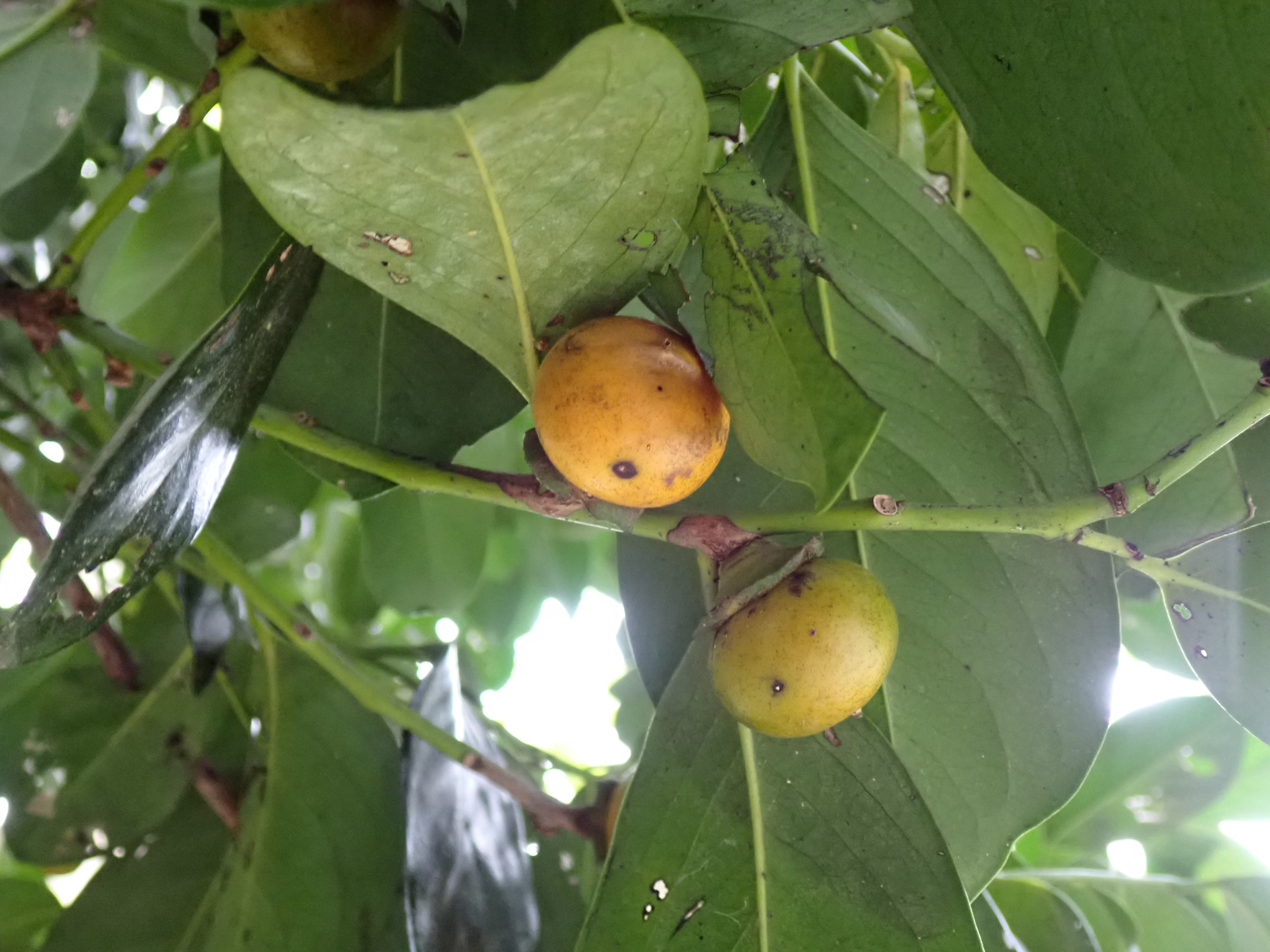
実（2025年3月 沖縄県石垣市 バンナ公園）

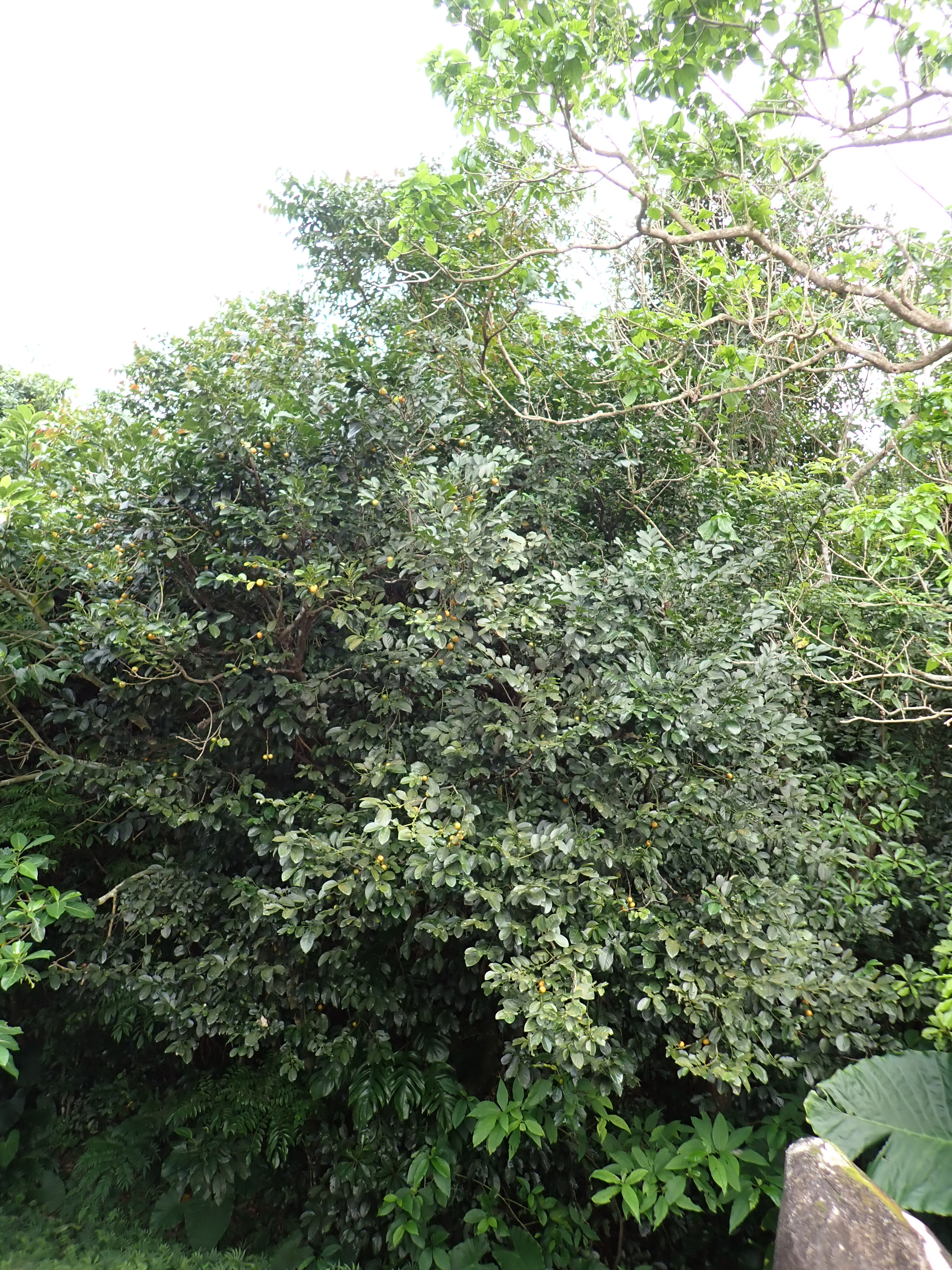
リュウキュウガキ（2025年3月 沖縄県石垣市 バンナ公園）

リュウキュウガキ（学名:Diospyros maritima）は、カキノキ科カキノキ属の植物。フィリピンではMalatinta, Kanomoi、マレーシアサバ州ではKayu malam、台湾では黄心柿と呼ばれている。東南アジア、太平洋諸国、台湾、琉球に分布している。

## 特徴
常緑の中高木植物である。雌雄異株。葉は互生で、全緑革質、形は、長楕から倒卵状楕円形である。花は、淡黄色で、がくには、密集した毛がある。花冠は、筒状である。果実は径2–4 cmの扁球形で、熟すと黄褐色になる。果実は秋から初夏にかけて長期間観察されるが有毒で、ナフトキノン誘導体が含まれ、特にプルンバギンが強い魚毒作用をもつ。辺材は淡黄色で、心材は黒色である。

## 分布と生育環境
徳之島、沖永良部島、与論島、沖縄本島～先島諸島に分布。奄美群島では稀で、沖縄県内ではやや普通にみられる。海岸～山地の石灰岩地の林内に生育。

## 用途
材は、本黒檀の代用として用途がある。